# Baku (Solukhumbu)
Baku (Nepali बाकु oder Waku) ist ein Dorf und ein Village Development Committee (VDC) im Distrikt Solukhumbu der Verwaltungszone Sagarmatha in Ost-Nepal.
Baku liegt im Hochhimalaya, 59 km südlich vom Mount Everest. Das VDC wird von den Flusstälern des Dudhkoshi im Westen und des Hinku Drangka im Osten begrenzt.  

## Einwohner
Das VDC Baku hatte bei der Volkszählung 2011 4844 Einwohner (davon 2380 männlich) in 963 Haushalten.

## Dörfer und Weiler
Baku besteht aus mehreren Dörfern und Weilern. 
Die wichtigsten sind:
- Baku (1600 m ⊙)
- Sibuje (2520 m ⊙)